# Достопримечательности Пуатье
Достопримечательности Пуатье — исторические и архитектурные памятники, романские церкви, средневековые кварталы, которые сохранились на территории города Пуатье во Франции. Самое большое количество исторических памятников в городе относится к романскому периоду.

## Описание

### Пляс-Марешаль-Леклерк
Пляс-Марешаль-Леклерк (Pl. Maréchal Leclerc) — центральная площадь Пуатье. Расположена на расстоянии 600 метров от железнодорожного вокзала.

### Церковь Нотр-дам-ля-Гранд
Церковь Нотр-дам-ля-Гранд (фр. église Notre-Dame la Grande) расположена на пляс-Шарль-де-Голль. От вокзала к церкви идет бульвар Сольферньо, который переходит в рю-Бонсен. Церковь представляет собой образец романской архитектуры. Считается, что она принадлежит к пуатвинскому стилю, потому что его характерные детали сложились при Пуату в XI—XII веках. Снаружи церковь украшает каменная резьба. На втором и третьем ярусе фасада расположены глухие аркады, которые содержат статуи апостолов, епископов и местных святых. На фронтоне — фигура Иисуса, в окружении символов евангелистов. Внутри церкви есть колоны, которые украшены геометрическим орнаментом. Фреска «Дева Мария с Младенцем», датированная XII веком, размещена на своде апсиды. Фигура Пречистой Девы Клефской, датированная XVI веком — за главным алтарем. Часовня датирована XV веком. В ней, справа от хора, еще одна каменная скульптурная композиция. Церковь открыта ежедневно с 09:00 до 19:00.

### Странноприимный дом
Странноприимный дом (фр. Hôtel-Dieu) — расположен напротив церкви Нотр-Дам. Сейчас в здании находится юридический факультет университета. Во дворе этого здания можно увидеть несколько аркад, сохранившихся с давних времен.

### Дворец правосудия
Дворец правосудия (фр. Palaise de Justice) расположен на пляс-Альфонс-ле-Пти. Часть Дворца правосудия представляет собой Большой Зал и донжон бывшего дворца графов Пуату и герцогов Аквитанских. В период с 1393 по 1415 год был перестроенный Большой зал. Его освещение сделано через застекленную стену. От башни Мобержон — донжона — сохранилась только часть, нижний ярус. Он представляет собой квадратную постройку, у которой есть четыре угловых башни, которые укреплены контрфорсами. Дворец правосудия открыт с понедельника по пятницу с 8:30 до 12:00, с 13:30 до 17:30. Он закрыт в выходные и праздничные дни.

### Кафедральный собор Сен-Пьер
Кафедральный собор Сен-Пьер (фр. Cathédrale Saint-Pierre) — здание, которое одновременно сочетает в себе несколько архитектурных стилей: романскую архитектуру провинции Пуату и готический стиль провинции Анжу. Период строительства здания длился с 1166 по 1271 год. Портал собора датируется XIII веком. В XV веке было завершено строительство верхней части фасада и башен. Высота главного нефа — 27 метров, а его длина составляет 90 м. В церкви есть окно-роза, состоящее из 16 лепестков. На верхнем ярусе собора размещена галерея с витражами, датированными XIII веком. Около витража размещены скульптурные портреты Генриха II и Элеоноры Аквитанской. Орган датирован периодом создания 1789—1791 годом. Его сделал мастер Ф. А. Клико. Кафедральный собор открыт ежедневно с 8:30 утра до 18:00 вечера.

### Церковь Сент-Радегонд
Церковь Сент-Радегонд (фр. Eglise St-Radegonde) открыта ежедневно с 8:30 утра до 18:00 вечера. В крипте церкви находится склеп Святой Радегонды, датированный 587 годом. Ее считают небесной покровительницей Пуатье. Колокольня и портал фасада были построены в XI—XII веках. В XV веке были проведены дополнительные работы, и эти части церкви были украшены в стиле пламенеющей готики. Неф церкви датирован XIII веком, он был построен в анжуйском стиле. К XI веку создания относится крипта и апсида.

### Баптистерий Сен-Жак
Баптистерий Сен-Жак (фр. Baptistère Saint-Jean) — достопримечательность Пуатье, расположена на рю-Жан-Жорес. Считается одной из самых древних христианских построек на территории Франции. На этой территории первый баптистерий возник в IV веке, спустя три столетия его надстроили. В XI веке пристроили нартекс. Внутри баптистерия до нашего времени сохранились фрески, которые датируются XII и XIII веками. Также внутри расположен Музей эпохи Меровингов. В нем хранятся саркофаги. С октября по март баптистерий Сен-Жак открыт с 14:30 до 16:30, по вторникам закрыт. С апреля по сентябрь он открыт с 10:30 до 12:30, и с 15:00 до 18:00. По вторникам закрыт. В июле и августе открыт ежедневно.

### Музей Сент-Круа
Музей Сент-Круа (фр. Musée Ste-Croix) содержит экспонаты, которые относятся к галло-римскому периоду и временам средневековья. Здесь находится статуя Афины, датированная I веком нашей эры, лиможские эмали, которые были созданы в XII—XIII веках. Здесь же представлены картины итальянских художников, созданные в XV—XVI веках, портреты фламандских художников XVII века. Среди экспонатов — скульптуры, в том числе работы Камиллы Клодель. В Музей Сент-Круа действует единый музей с Musée Rupert de Chievere. Музей работает с октября по май со среды по пятницу с 10:00 до 12:00, с 13:15 до 17:00. В субботу-воскресенье с 14:00 до 18:00. По вторникам — с 10:00 до 17:00. В период с июня по сентябрь со вторника по пятницу с 10:00 до 12:00, с 13:15 до 18:00. В субботу, воскресенье с 10:00 до 12:00, с 14:00 до 18:00. В июле-августе по вторникам до 20:00.

### Ратуша
Ратуша была построена в стиле ренессанса в 1869—1876 годах. Она расположена на центральной площади Пуатье.

### Церковь Сен-Поршер
Церковь Сен-Поршер (фр. Eglise St-Porchaire) была построена в XVI веке. У церкви романская колокольня, строительство которой датируется XI веком.

### Музей Рюпера де Шьевра
Музей Рюпера де Шьевра (фр. Musée Rupert de Chievere) занимает особняк, построенный в XVII веке. От бывшей церкви августинцев сохранился портал 1671 года. В музее демонстрировалась коллекция мебели и картин, предметы декоративно-прикладного искусства. Эта коллекция была собрана пуатьерским коллекционером XIX века Франсуа Рюпером де Шьевром. Музей закрывался на реконструкцию, и возобновиться его работа должна была в 2012 году.

### Здание префектуры
Здание префектуры расположено на пляс-Аристид-Бриан. Оно построено в 1867—1870 годах в стиле Людовика III.

### Церковь Сент-Илер-ле-Гран
Церковь Сент-Илер-де-Гран (фр. Eglise St-Hilaire-le-Grand) представляет собой романский храм XI—XII веков. Эта церковь — семинефная базилика, к центральному нефу по обеим сторонам примыкают по 3 боковых нефа. В апсиде — пять капелл. Церковь расположена на rue St-Hilaire, 20. Открыта ежедневно с 09:00 до 19:30.

### Парк Блосак
Парк Блосак (Parc de Blossac) расположен на месте укреплений XII и XVI веков. Его разбил граф Блосак, интендант Пуату, с 1751 по 1784 год. С юго-западной части территории можно увидеть долину реки Клен, и укрепления, которые сохранились в достаточно хорошем состоянии на перешейке Транше. На северо-западной части парка расположен английский сад, который датирован концом XIX века. На территории сада хаотичная планировка, колодцы, рощи и скульптуры. С апреля по сентябрь парк открыт с 07:00 до 22:30, и с октября по март с 07:00 до 22:30, в октябре-марте он открыт с 07:00 до 21:30. Английский сад, расположенный на его территории, открыт с апреля по сентябрь с 07 до 21:30,
в октябре-марте с 07:00 до 20:00.

### Особняк Фюме
Особняк Фюме (фр. Hôtel de Fumé) — городская достопримечательность, построенная в XV веке. Фасад и двор этого дома созданы в стиле пламенеющей готики. Расположен на рю-Декарт. Относится к историческим памятникам Франции.

### Особняк Бертло
Особняк Бертло (фр. Hôtel de Bertelaud) был построен в 1529 году. Расположен на рю-Шен (rue Chain) под № 24. Одна из достопримечательностей города.

### Церковь Сен-Жан-де-Монтьернеф
Церковь Сен-Жан-де-Монтьернеф (фр. St-Jean-de Montierneuf) — культовое сооружение, которое было построено в конце XI века. В XVII веке она была перестроена — возведена ажурная надстройка, которую назвали «фонарем». В этом месте похоронен Гийом VII Герцог Аквитанский. Он был основателем монастыря, в состав которого входила церковь. Церковь Сен-Жан-де-Монтьернеф открыта ежедневно с 09:00 до 19:00.

### Часовня Ипоге Мартириум
Часовня Ипоге Мартириум (фр. Hypogée-martyrium) была построена в VII веке. Она находится в церкви галло-римского некрополя.

### Футуроскоп
Футуроскоп (фр. Parc du Futuroscope) — парк развлечений, тематика которого — кино. Расположен на расстоянии 7 километров от Пуатье. Здесь работает свыше 20 аттракционов, связанных с кинопроизводством. Среди главных аттракционов — стереокино, ковер-самолет, кинотеатр со специальными креслами. Демонстрация фильма занимает 40 минут, сеансы — на французском языке. Считается одним из самых популярных французских парков.